# Natacha Peyre
Natacha Peyre Requena (Eivissa, 26 de març de 1985) és una cantant sueca (si bé és mig espanyola, per part de mare) i model de fotografia glamour. També és coneguda com Elena Belle. El 2005, participà en el reality show suec Paradise Hotel al canal TV4 de Suècia. El 2016, aparegué en l'anunci la de la cadena de menjar ràpid Carl's Jr. en motiu de l'Hamburguesa Tres Estils, juntament amb les models Emily Sears i Genevieve Morton.

## Discografia
- TNT (2006)
- In Control (2008)

## Filmografia
- Aylar - Ett År I Rampelyset (2005)